# Polizeiruf 110: Der Tod des Professors
Der Tod des Professors ist ein deutscher s/w Kriminalfilm von Hans Joachim Hildebrandt und Thomas Jacob aus dem Jahr 1974. Der Fernsehfilm erschien als 28. Folge der Filmreihe Polizeiruf 110.

## Handlung
Der Arzt Dr. Günter Harms fährt nachts angetrunken von einer privaten Feier nach Hause. Er übersieht den plötzlich auf die Straße tretenden Herrn Kiefholz und fährt ihn an. In einer Baustelle kommt der Wagen zum Stehen. Günter kümmert sich um Herrn Kiefholz, der ihn als Arzt wiedererkennt: Günter hat einst Kiefholz’ Tochter operiert. Günter vergewissert sich, dass es Herrn Kiefholz gutgeht, bringt ihn jedoch ins Krankenhaus, als er einen Schwindelanfall erleidet. Beide einigen sich darauf, den Unfall als einen unglücklichen Sturz auf einer Treppe auszugeben.
Günter beichtet den Unfall seinem Vater Wolf. Der ist leitender Professor an dem Klinikum, an dem auch Günter arbeitet. Wolf macht Günter Vorwürfe und besteht darauf, dass er sich der Polizei stellt. Es sei alles eine Frage der Moral, insistiert Wolf, doch Günter reagiert ironisch: Gerade im Haus des Professors ist Moral ein schlechtes Argument, ahnt Wolf doch von der Affäre seiner 24 Jahre jüngeren Ehefrau Carolin mit dem Schauspieler Hendrik Grabeleit. Wolf, der an Diabetes mellitus und Angina Pectoris leidet und sich in den nächsten Tagen zur Ruhe setzen will, plant nun, endlich Ordnung in sein Leben zu bringen. Er lädt Freunde und Bekannte zur großen Abschiedsfeier, darunter auch Hendrik. Er will sich mit ihm aussprechen und eine Lösung für sich und seine Frau finden.
Die Verletzung von Herrn Kiefholz erweist sich als schwerer als vermutet: Aufgrund einer Milzverletzung muss Wolf eine Splenektomie durchführen, die gleichzeitig die letzte Operation seiner langen Arztkarriere ist. Erneut drängt er Günter dazu, sich der Polizei zu stellen. Auch die Kollegen von Herrn Kiefholz werden misstrauisch. Die baufällige Treppe am Wasserturm, von der er vorgibt gefallen zu sein, gibt es schon seit längerer Zeit nicht mehr. Einer der Kollegen alarmiert Oberleutnant Peter Fuchs und Leutnant Vera Arndt. Beide wurden bereits wegen der Unfallspuren an der Baustelle informiert, die Günter mit seinem Wagen hinterlassen hatte.
Im Hause Harms – Wolf und Günter leben mit ihren Ehefrauen im selben Gebäude – kommt es zu Spannungen. Günters Frau Irene will verhindern, dass sich ihr Mann der Polizei stellt. Wolf stellt fest, dass im Ernstfall er selbst seinen Sohn anzeigen werde. Am nächsten Tag, dem Morgen nach seiner Abschiedsfeier, ist Wolf tot. Peter Fuchs und Vera Arndt befragen die Anwesenden, erfahren von Carolins Beziehung zu Hendrik und auch, dass Hendrik und Wolf kurz vor dem Tod zusammen im Gartenhaus verschwunden waren. Nachher wurde Wolf nicht mehr gesehen. Wolfs Freund Dr. Ewald Mersburg fand Wolfs Leiche kurz nach Mitternacht. Irene sagt aus, dass sie kurz nach dem Gespräch von Wolf und Hendrik nach ihrem Schwiegervater sehen wollte, die Tür zum Gartenhaus jedoch verschlossen war. Ewald wiederum konnte die Tür problemlos öffnen. Der Schlüssel findet sich an ungewohnter Stelle an einem Kleiderhaken im Haus wieder.
Die Obduktion ergibt, dass Wolf an einem Herzinfarkt gestorben ist, der auch durch Aufregung oder Schock verursacht worden sein kann. Hendrik gibt zu, mit Wolf eine heftige Auseinandersetzung gehabt zu haben. Er habe ihm gesagt, dass seine Frau ihn verlassen werde und dass er ein alter, kranker Mann sei. Wolf sei daraufhin fast zusammengebrochen und habe ihn weggeschickt. Der Schlüssel habe in der Tür gesteckt. Hendrik berichtet weiter, dass er Carolin vom schlechten Zustand ihres Mannes berichtet habe. Sie wird schließlich von den Ermittlern überführt und gibt zu, kurz darauf ins Gartenhaus gegangen zu sein. Sie wollte Wolf eine Insulinspritze geben, die er sich schon zurechtgelegt hatte. Er habe ihr jedoch gesagt, dass er sich von ihr scheiden lassen will. Sie habe ihn beschimpft und die Insulinspritze zerstört. Beim Einsetzen seines Anfalls sei sie gegangen und habe das Gartenhaus wütend abgeschlossen. Als sie nach kurzer Zeit zu ihm zurückkehrte, sei Wolf bereits tot gewesen. Sie wird verhaftet, weil sie den Tod ihres Mannes verursacht hat. Günter wiederum hat der Tod seines Vaters zum Handeln bewegt: Er zeigt sich selbst wegen des Unfalls mit Herrn Kiefholz an.

## Produktion
Der Tod des Professors wurde vom 7. Mai bis 26. Juni 1973 unter dem Arbeitstitel Tod im Gartenhaus in Stralsund und Umgebung gedreht. Für eine längere Sequenz diente die Volkswerft Stralsund als Drehort, in welcher ein aufmerksames Arbeitskollektiv Oberleutnant Fuchs die Möglichkeit bietet, Ermittlungen aufzunehmen – obwohl ein Delikt nicht im Ansatz erkennbar ist. Die Kostüme des Films schuf Christel Richter, die Filmbauten stammen von Manfred Glöckner. Der Film erlebte am 23. November 1974 im 1. Programm des Fernsehens der DDR seine Fernsehpremiere. Die Zuschauerbeteiligung lag bei 60,5 Prozent.
Es war die 28. Folge der Filmreihe Polizeiruf 110. Oberleutnant Peter Fuchs ermittelte in seinem 19. Fall und Leutnant Vera Arndt in ihrem 23. Fall. Zum ersten und einzigem Mal trat DEFA-Star Erwin Geschonneck in einer Folge der Krimireihe auf, was zusammen mit der Ansiedlung der Handlung im Arztmilieu zur „Attraktivität des Falls“ und damit zur hohen Sehbeteiligung von 60,5 Prozent führte. Die Kritik nannte den Film „wenig aufwendig realisiert“, wobei gerade das Ende mit dem Geständnis der Ehefrau „formal strukturell an traditionelle Kriminalspiele“ erinnert.